# Pilasti premosnik
Premosnik, pilasti (često tuatara, ponekad i haterija; lat. Sphenodon punctatus) su jedina recentna vrsta i rod reda Rhynchocephalia u razredu gmazova, pa stoga i jedini su recentni predstavnik porodice Sphenodontidae. Danas žive na sjeveru Novog Zelanda, i često ih se naziva i "živim fosilima", jer se njihovo postojanje može slijediti fosilnim nalazima unatrag sve od razdoblja trijasa, u vrijeme prije oko 200 milijuna godina. Za Sphenodon guntheri s otoka North Brother ustanovljeno je da je njegov sinonim. Postoje dvije podvrste: S. p. punctatus (Gray, 1842) i S. p. reischeki Wettstein, 1943.

## Izgled
Glava premosnika je četvrtasta, sprijeda blago kljunasto izdužena, tijelo zbijeno a noge snažne. Dugi su prosječno između 50 i 75 cm, a trup i rep su približno jednako dugi. Rep im je trobridno spljošten. Prednje i stražnje noge imaju po pet snažnih, kratkih, okruglih prstiju spojenih plivaćim kožicama. Prsti završavaju kratkim pandžama. Na stražnjem dijelu prsiju imaju poprečni nabor. Od zatiljka sredinom leđa i repa proteže im se niz šiljatih, spljoštenih bodlji poput češlja, građenih od produženih rožnatih pločica. Niz se prekida samo u ramenom i slabinskom području. Sivkaste su boje, dok bočno i na nogama imaju žute mrlje. Bodlje "češlja" na zatiljku i ležima su žute, a na repu smeđe. Presvlače se samo jednom do dva puta godišnje. 
Koža ovih životinja slična je koži ljuskaša. Glavu pokrivaju sitne, a tijelo i manje i veće ljuske. Donja strana tijela prekrivena je većim, četvrtastim, plosnatim pločicama, svrstanim u poprečne redove. Pločice duž bočnih nabora su blago šiljaste, a na čitavoj gornjoj strani tijela su zrnato strukturirane.

## Koštana građa
Diapsidna lubanja premosnika razlikuje se od svih drugih gmazova prisutnošću dva potpuna sljepoočna luka, što je i dovelo do izdvajanja ovih životinja u zaseban red. Akinetičan je, što znači da je gornja čeljust u odnosu na bazu lubanje nepokretna. U embrionalnom razvoju premosnici još imaju zglobove između elemenata lubanje, zato se često takva njihova okoštalost lubanje odrasle životinje smatra prilagodbom na način ishrane. Zubi su im srasli uz čeljust, pa zato tijekom života ne dolazi do njihove izmjene. Tako se pregledom zubi može utvrditi približna starost životinje.
Kao neki drugi ljuskaši, i premosnici mogu, radi zaštite, odbaciti rep (autotomija). Kad se rep regenerira, podržava ga hrskavični štap koji se čini proziran. Iza četvrtog vratnog kralješka premosnici imaju kratka, vratna rebra. Rebra na trupu imaju hrskavičasta proširenja koja se preklapaju i tako tvore svojevrsni oklop oko tjelesne šupljine. Od devetog do dvanaestog, rebra su dole učvršćena za prsnu kost.

## Životni okoliš
Premosnici žive u područjima koja obilježava oštra klima s gustom travom i malo drveća. Danas žive još samo na oko 30 malih novozelandskih otoka duž sjeverozapadne obale glavnog sjevernog otoka. Ranije su živjeli na sjevernom otoku, dok je sporno da li su živjeli i na južnom. 

## Način života
Premosnici su aktivni uglavnom u sumrak i noću. Na to upućuju njihove velike oči i oblik pupila. Često iskapaju jame u humusu, u kojima provode veći dio dana. Suprotno raširenom vjerovanju, vrlo rijetko obitavaju u "stambenim" jamama morskih ptica.
Tuatare, ili haterije, kako još ponekad nazivaju premosnike, kreću se polako. Hodaju izbačenih nogu, vijugajući tijelom i repom, pri čemu se rep vuče po tlu. Ponekad mogu požuriti izdignutog tijela, no takav način kretanja uglavnom im uspijeva samo na razdaljinu od nekoliko metara.
Za razliku od gotovo svih drugih gmazova koji daju prednost tjelesnoj temperaturi između 25 i 40°C, premosnici žive uz znatno nižu temperaturu. Tu su, međutim, procjene različite, i kreću se od 10,6°C pa sve do 20°C, ovisno o autorima studija. No, letargični postaju tek kod temperature ispod 7°C. Ovim relativno niskim temperaturama odgovara i spori metabolizam. Premosnici rastu vrlo polako, ali mogu doživjeti veliku (relativno) starost.
Glavna hrana su im različiti beskralješnjaci, najčešće kukci, pauci i puževi, kao i kišna glista.
Parenje se odvija u vrijeme ljeta na južnoj polutki, između siječnja i ožujka. Mužjaci su svake godine spremni za parenje, za razliku od ženki. Mužjaci se u to vrijeme ponašaju teritorijalno, ali samo na površini od oko 25 m² u čijem središtu je njihova jama, i samo u vrijeme parenja. Ako u to vrijeme na teritorij uđe drugi mužjak, dolazi do borbe, pri čemu može doći do ozljeda. Dokaz su brojni ožiljci starijih mužjaka.
Udvaranje počinje kad ženka dođe na teritorij mužjaka. Pri tome, on ju obilazi ukrućenih nogu. Kako mužjaci nemaju produženi genitalni organ, prislanjaju svoju kloaku na ženkinu. Kopulacija traje oko jedan sat. Nakon oko 9 mjeseci, ženka u jamu koju sama iskopa polaže do 15 tupih jaja s pergamentnom ljuskom, dugih oko 3 cm i teških 4 do 6 grama. Ova jama s leglom nalazi se često i par stotina metara udaljena od jame u kojoj ženka provodi dan. Ženka oblaže jamu i jaja travom i zatim jamu zatrpava zemljom. Nakon toga, ženka pokazuje veću brigu za leglo od velikog dijela gmazova: redovno, ponekad svaku noć, ona čuva leglo kako bi spriječila drugu ženku da položi svoja jaja u njeno leglo. Na Novom Zelandu mladunci izlaze iz jaja nakon 13 do 15 mjeseci. Ovo najduže razdoblje valjenja jaja poznato među gmazovima pokazuje, da u hladnijoj klimi Novog Zelanda embriji zaustavljaju razvoj tijekom zime. 
Za razliku od odraslih premosnika, mladunci su aktivni danju, kako ih odrasli premosnici ne bi pojeli. U dobi od godinu dana, pridružuju se odraslima u koloniji, i prilagođavaju se ritmu života odraslih. Ženke ne legu jaja svake godine, i to je jedan od razloga zbog kojih je za održanje vrste važna dužina života jedinki. Dokazano je da su premosnici u zatočeništvu na Novom Zelandu doživjeli starost od 77 godina. Spolnu zrelost dosižu tek u dobi od 20 godina.
O razvoju jaja pod ljudskim nadzorom se zna dovoljno iz aktivnosti zaštite provedenih na univerzitetu Viktoria u Wellingtonu. Iz jaja skupljenih u prirodi u studenom, pa držanih na temperaturi između 18° i 23°C, mladunci su se izvalili već u svibnju, dakle nakon šest mjeseci, što vodi do zaključka, da su gnijezda u prirodi izložena nižim temperaturama i većim oscilacijama.
Kao i kod većine drugih gmazova, temperatura u leglu određuje spol mladunaca. Kod Sphenodon punctatusa, pri konstantnoj temperaturi od 18°C izlegle su se samo ženke, pri 20°C bilo je 91% ženki, ali kod temperature od 22°C bilo je samo 23% ženki.

## Premosnici i ljudi
Ljudi su desetkovali premosnike dovođenjem koza, mačaka, pasa, svinja, štakora i miševa. Danas rod premosnika živi još samo na 0,1% područja koje je nekada nastanjivao. Vrsta Sphenodon diversum poznat je samo još po nalazima kostiju, a niti jedan primjerak podvrste S. punctatus reischeki nije više viđen od 1978. Od vrste S. guentheri danas živi još samo 300 jedinki, a S. punctatus oko 50.000. 
Naziv "tuatara" potiče iz jezika Maora i znači "onaj koji nosi bodlje". Premosnici doista imaju na leđima bodljikav "češalj".

## Vanjske poveznice
|  | Zajednički poslužitelj ima još gradiva o temi Sphenodon |
|  | Wikivrste imaju podatke o taksonu Sphenodon             |